# Берсанова, Залпа Хож-Ахмедовна
Залпа Хож-Ахмедовна Берсанова (род. 18 октября 1961) — российский чеченский этнограф и писательница, много писавшая о чеченском народе и о Первой и Второй чеченских войнах. Её произведения отличаются верой в то, что ценности чеченского общества пережили эти войны. Берсанова, автор нескольких рассказов, а также основанный на личном опыте роман «Дорога домой». Она была включена в список из 35 женщин России, номинированных на Нобелевскую премию мира 2005 года.

## Биография
Залпа Берсанова родилась в семье известного чеченского писателя Хож-Ахмеда Берсанова. В детстве она писала стихи, сказки и делала репортажи для местных газет. Залпа с отличием окончила школу, а увлечение историей побудило её поступить на исторический факультет Чеченско-Ингушского государственного университета. После его окончания она работала учительницей истории в школе, а впоследствии стала заведующей кафедры философии Чечено-Ингушского государственного университета. В 1989 году Берсанова была принята на должность научного сотрудника отдела социологии в Чечено-Ингушском научно-исследовательском институте гуманитарных проблем. С того времени она занимается исследованиями проблем чеченской культуры и менталитета. В 1999 году Берсанова защитила кандидатскую диссертацию на кафедре этнологии Московского государственного университета.
Когда в 1994 году началась Первая чеченская война, Берсанова работала над докторской диссертацией. Она стала свидетельницей обстрелов и бомбардировок Грозного, гибели ни в чём не повинных мирных жителей. Берсанова не смогла остаться в стороне, сначала принимая участие в протестных митингах, а потом стала писать статьи и книги о войне. С того времени она занимается исследованием духовных ценностей современных чеченцев, которым война нанесла глубокую моральную травму. В своих произведениях Берсанова пытается доказать, что чеченский народ обладает значительным позитивным потенциалом даже после бесчеловечной трагедии войны, и что чеченцы сохраняют веру в ценность сострадания и гуманистических традиций.
В 1999 году Берсанова представила свои исследования на лекции, прошедшей в Сахаровском центре в Москве, а в 2004 и 2005 годах она участвовала на ряде конференций в США, финансируемых через Фонд Джона и Кэтрин Макартуров, посвящённых вопросам войны и мира. Именно там у неё возникла идея объединить усилия всех исследователей чеченской культуры, чтобы помочь остановить насилие. Вместе со своими коллегами-исследователями Берсанова основала Международный центр чеченских исследований, призванный рассказать миру о чеченском народе, его богатой истории и духовно-культурной жизни чеченцев. Берсанова — автор антивоенных книг «Я выбираю горы», «Купленное счастье», «Дорога домой».